# Timonius finlaysonianus
Timonius finlaysonianus är en måreväxtart som först beskrevs av Nathaniel Wallich och George Don jr, och fick sitt nu gällande namn av Joseph Dalton Hooker. Timonius finlaysonianus ingår i släktet Timonius och familjen måreväxter. Inga underarter finns listade i Catalogue of Life.